# Chúa Giê-xu thăng thiên

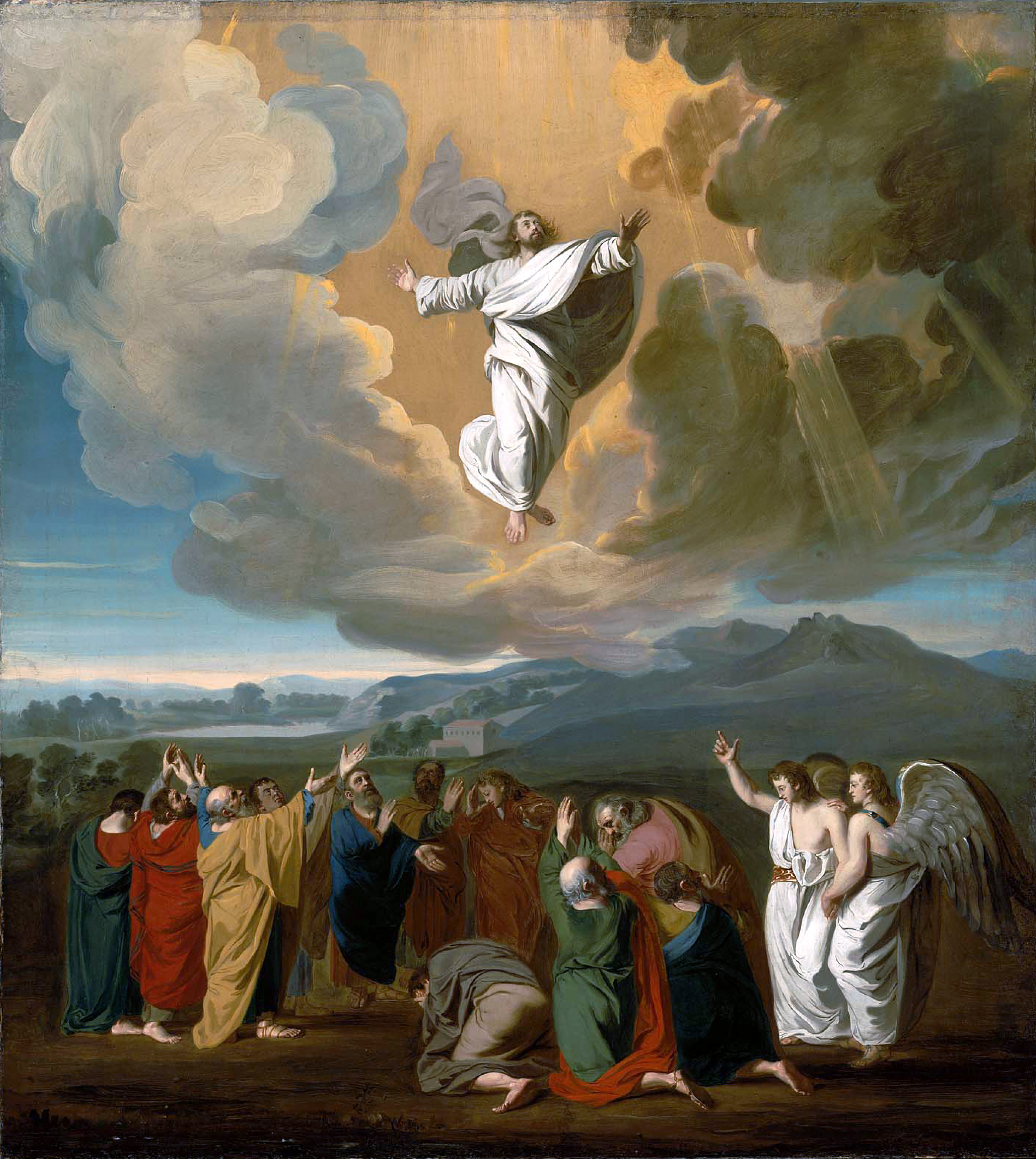
Trường cảnh Chúa Giê-xu thăng nhập Thiên quốc, do John Singleton Copley vẽ vào năm 1775.

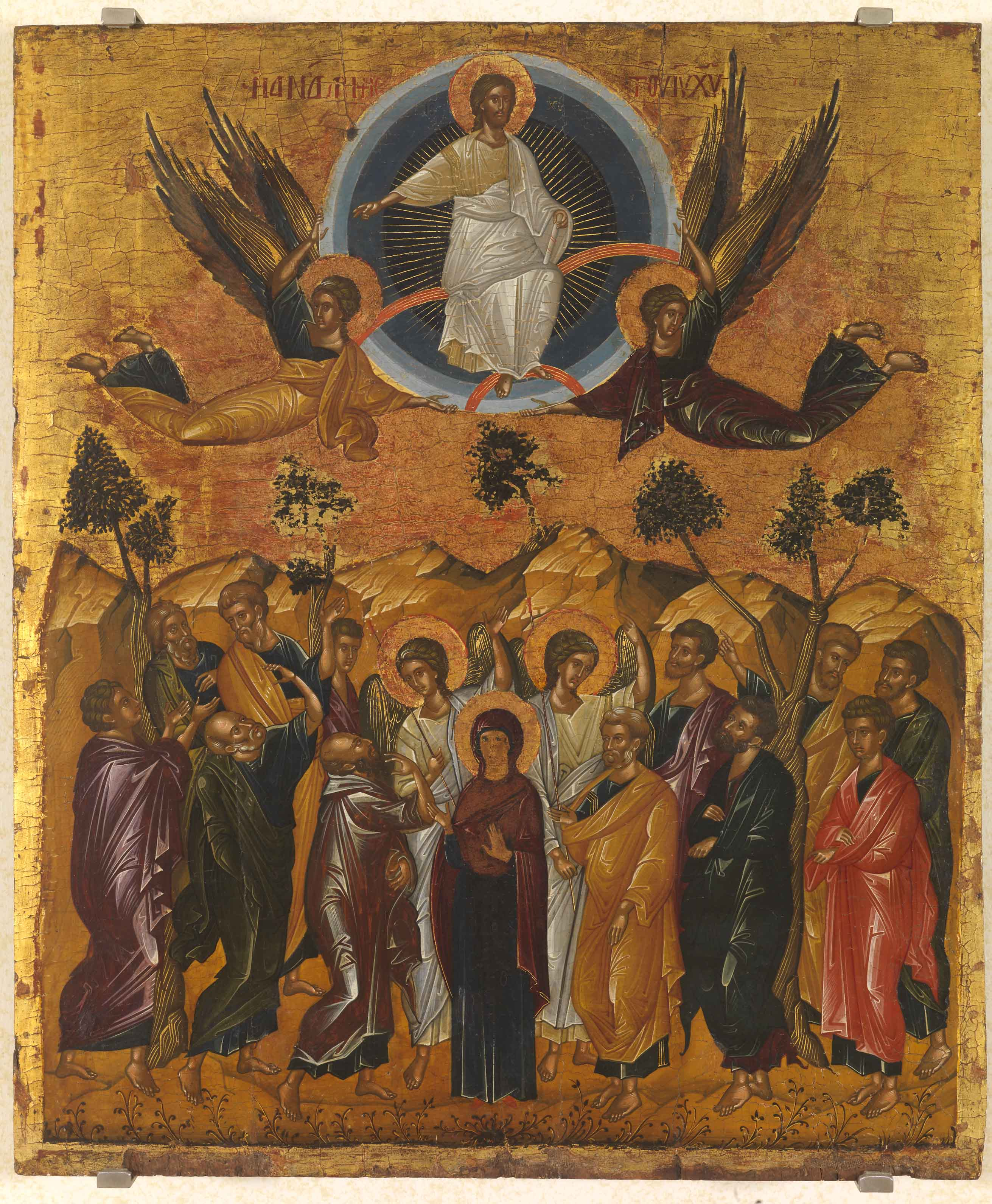
Bức tranh Chúa Giê-xu thăng thiên của trường phái Crete, vẽ vào thế kỉ XV.

Chúa Giê-xu thăng thiên (chữ Anh: Ascension of Jesus, chữ La-tinh Vulgate: Ascensio Iesu) là giáo lí Cơ Đốc giáo trong Thánh kinh Tân ước rằng sau 40 ngày Chúa Giê-xu phục sinh, thân thể phục sinh được cất lên và thăng thiên trước mặt mười một môn đồ của Ngài. Trong sự tường thuật của Thánh kinh, một thiên sứ báo cho các sứ đồ có mặt biết rằng Chúa Giê-xu sẽ lấy phương thức đồng dạng để tái lâm.
Trong bốn sách Phúc âm chánh điển Thánh kinh, có hai chỗ miêu tả về Chúa Giê-xu thăng thiên, đó là "Phúc âm Luca" chương 24 câu 50 - 53 và "Phúc âm Mác" chương 16 câu 19. Sự miêu tả chi tiết về thân thể Chúa Giê-xu được cất lên trời còn có trong "Công vụ các Sứ đồ".
Các Cơ Đốc nhân đã tuyên nhận sự thăng thiên của Đấng Christ trong Bài tín điều Nicaea và Bài tín điều các Sứ đồ. Sự thăng thiên đã ám thị nhân tính của Đấng Christ được Thiên quốc tiếp nhận. Lễ Chúa Giê-xu thăng thiên (thứ năm) diễn ra sau 40 ngày lễ Chúa phục sinh, là một trong những ngày lễ trọng yếu trong một năm của Cơ Đốc nhân. Ngày lễ này được chứng thực rộng khắp tối thiểu truy ngược dòng đến cuối thế kỉ IV. Chúa Giê-xu thăng thiên là năm bước ngoặt lớn của cả đời Đấng Christ được Phúc âm miêu tả, bốn bước ngoặt khác là Chúa Giê-xu chịu báp-têm, Chúa Giê-xu vinh hiển Thánh dung, Chúa Giê-xu chịu nạn và Chúa Giê-xu phục sinh.
Ý nghĩa đồ tượng học (en) của bức tranh Chúa Giê-xu thăng thiên được xác lập vào thế kỉ VI. Đầu thế kỉ IX, bức tranh Chúa Giê-xu thăng thiên được vẽ trên nóc vòm của giáo đường. Rất nhiều bức tranh thăng thiên chia làm hai phần, phần trên (thiên đường) và phần dưới (nhân gian). Đấng Christ thăng thiên thông thường duỗi tay phải ra để chúc phúc cho nhân loại trên đất, đồng thời biểu thị Ngài đang ban phúc cho toàn Hội Thánh.

## Tóm tắt

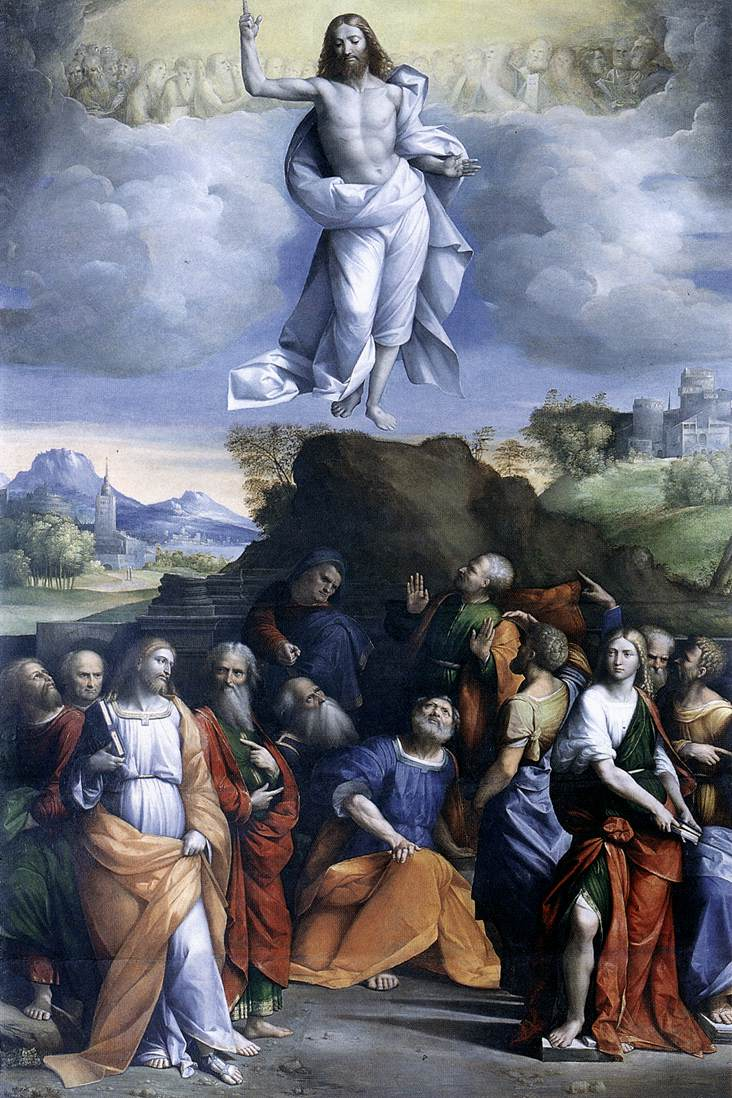
Bức tranh Chúa Giê-xu thăng thiên, do Benvenuto Tisi vẽ vào năm 1520, lưu giữ tại Bảo tàng mỹ thuật Nghệ thuật cổ đại Quốc lập.

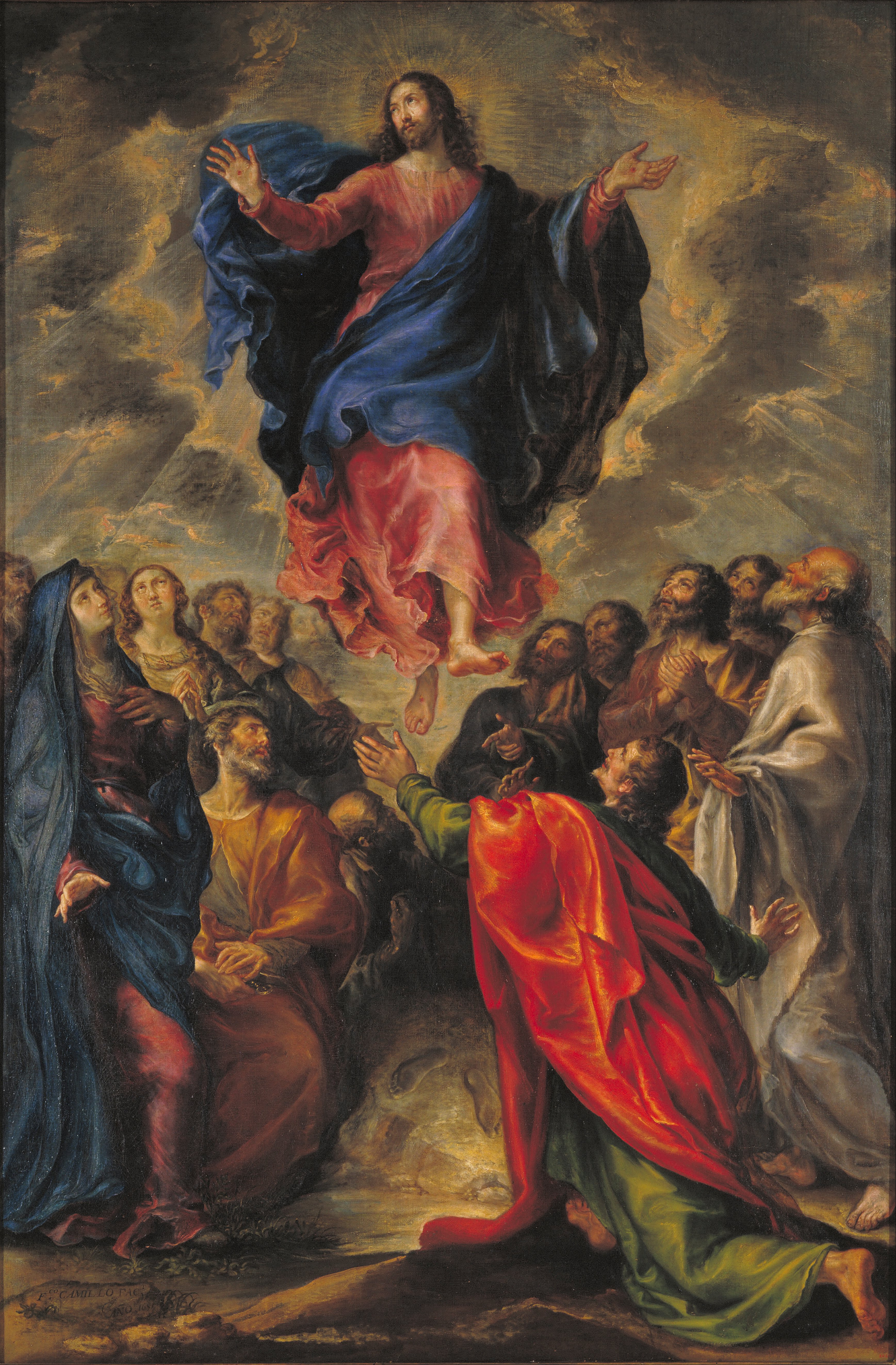
Bức tranh Chúa Giê-xu thăng thiên, do Francisco Camilo vẽ vào năm 1651, lưu giữ tại Bảo tàng Nghệ thuật Quốc gia Catalunya.

Chúa Giê-xu thăng thiên là giáo lí Cơ Đốc giáo trong Thánh kinh Tân ước rằng sau 40 ngày Chúa Giê-xu phục sinh, thân thể phục sinh được cất lên và thăng thiên trước mặt mười một môn đồ của Ngài. "Công vụ các Sứ đồ" chương 1 chép rằng, Chúa Giê-xu nhiều lần hiển hiện trước các sứ sồ trong 40 ngày, sau đó, các sứ đồ thấy Ngài cất lên trời. Bài tín điều các Sứ đồ có điều khoản Chúa Giê-xu thăng thiên. Kể từ thế kỉ III đến thế kỉ IV, hai phái Đông Giáo hội và Tây Giáo hội đều quy định sau lễ Phục sinh ngày thứ 40 là lễ Chúa Giê-xu thăng thiên, cử hành nghi thức. Tín đồ Cơ Đốc giáo cho biết, Chúa Giê-xu thăng thiên có ý nghĩa trọng đại, đấy là bởi vì họ tin rằng, sau khi Chúa Giê-xu chết và phục sinh, phải hưởng vinh diệu và được cao cử, hơn nữa Ngài đã trở về bên Chúa Cha.
Sau khi Chúa Giê-xu bị sát hại, trong 40 ngày, nhiều lần hiển hiện trước sứ đồ, giảng thuyết về Thượng đế quốc, dặn bảo họ đừng rời khỏi Jerusalem, trực chờ phép Báp-têm của Đức Thánh Linh. Trong lúc các sứ đồ tập hợp và đối thoại với Chúa Giê-xu, mọi người hỏi Giê-xu rằng, "có phải trong lúc nầy Chúa sẽ lập lại nước Israel chăng?", Chúa Giê-xu hồi đáp, "Kì hạn và ngày giờ mà Cha đã tự quyền định lấy, ấy là việc các ngươi chẳng nên biết. Nhưng khi Đức Thánh Linh giáng trên các ngươi, thì các ngươi sẽ nhận lấy quyền phép, và làm chứng về ta tại thành Giê-ru-sa-lem, cả xứ Giu-đê, xứ Sa-ma-ri, cho đến cùng trái đất." Lúc này, Chúa Giê-xu được một cụm mây tiếp đón bay lên trời, ngồi bên hữu Đức Chúa Trời. Bản thân Chúa Giê-xu cũng từng nói rằng, "Nếu như các con thấy Con Người lên nơi Ngài vốn ở trước kia thì sao?" (Tin lành Giăng 6:62), “Đừng chạm đến Ta, vì Ta chưa lên với Cha! Nhưng hãy đi đến với anh em Ta, bảo họ rằng: Ta đang lên với Cha Ta và Cha các con, với Đức Chúa Trời Ta và Đức Chúa Trời các con.” (Tin lành Giăng 20:17)

## Thánh kinh ghi chép
"Tin lành Mác" 16:19-20, "Tin lành Lu-ca" 24:50-53 và "Công vụ các Sứ đồ" 1:2-11 đều có ghi chép về tình tiết Chúa Giê-xu thăng thiên. 
- 19Đức Chúa Jesus phán như vậy rồi, thì được đem lên trời, ngồi bên hữu Đức Chúa Trời. 20Về phần các môn đồ, thì đi ra giảng đạo khắp mọi nơi, Chúa cùng làm với môn đồ, và lấy các phép lạ cặp theo lời giảng mà làm cho vững đạo. (Tin lành Mác 16:19-20)
- 50Kế đó, Ngài đem môn đồ đi đến nơi xung quanh làng Bê-tha-ni, giơ tay lên mà ban phước cho. 51 Đương khi ban phước, Ngài lìa môn đồ mà được đem lên trời. 52Môn đồ thờ lạy Ngài rồi trở về thành Giê-ru-sa-lem, mừng rỡ lắm. 53Môn đồ cứ ở trong đền thờ luôn, ngợi khen Đức Chúa Trời. (Tin lành Lu-ca 24:50-53)
- 1Hỡi Thê-ô-phi-lơ, trong sách thứ nhứt ta, ta từng nói về mọi điều Đức Chúa Jesus đã làm và dạy từ ban đầu, 2cho đến ngày Ngài được cất lên trời, sau khi Ngài cậy Đức Thánh Linh mà răn dạy các sứ đồ Ngài đã chọn. 3Sau khi chịu đau đớn rồi, thì trước mặt các sứ đồ, Ngài lấy nhiều chứng cớ tỏ ra mình là sống, và hiện đến với các sứ đồ trong bốn mươi ngày, phán bảo những sự về nước Đức Chúa Trời.
- 4Lúc ở với các sứ đồ, Ngài dặn rằng đừng ra khỏi thành Giê-ru-sa-lem, nhưng phải ở đó chờ điều Cha đã hứa, là điều các ngươi đã nghe ta nói. 5Vì chưng Giăng đã làm phép báp-têm bằng nước, nhưng trong ít ngày, các người sẽ chịu phép báp-têm bằng Đức Thánh Linh. 6Vậy, những người nhóm tại đó thưa cùng Ngài rằng: Lạy Chúa, có phải trong lúc nầy Chúa sẽ lập lại nước Y-sơ-ra-ên chăng? 7Ngài đáp rằng: Kỳ hạn và ngày giờ mà Cha đã tự quyền định lấy, ấy là việc các ngươi chẳng nên biết. 8Nhưng khi Đức Thánh Linh giáng trên các ngươi, thì các ngươi sẽ nhận lấy quyền phép, và làm chứng về ta tại thành Giê-ru-sa-lem, cả xứ Giu-đê, xứ Sa-ma-ri, cho đến cùng trái đất. 9Ngài phán bấy nhiêu lời rồi, thì được cất lên trong lúc các người đó nhìn xem Ngài, có một đám mây tiếp Ngài khuất đi, không thấy nữa. 10Các người đó đương ngó chăm trên trời trong lúc Ngài ngự lên, xảy có hai người nam mặc áo trắng hiện đến trước mặt, 11và nói rằng: Hỡi người Ga-li-lê, sao các ngươi đứng ngóng lên trời làm chi? Jesus nầy đã được cất lên trời khỏi giữa các ngươi, cũng sẽ trở lại như cách các ngươi đã thấy Ngài lên trời vậy. (Công vụ các Sứ đồ 1:1-11)